# Villar de Torre
Villar de Torre is een gemeente in de Spaanse provincie en regio La Rioja met een oppervlakte van 11,99 km². Villar de Torre telt 184 inwoners (1 januari 2016).

## Demografische ontwikkeling
Bron: INE, 1857-2011: volkstellingen